# Ole Pedersen Holm
Ole Pedersen Holm (født 1751, død 21. april 1828) var en dansk kollegiedeputeret, fader til L.J. Holm. En datter, Helene Claudiane Margrethe Holm, blev gift med C.L. Kirstein.
Han begyndte 1766 sin embedsbane som skriver i Brandforsikringskontoret, blev 1780 fuldmægtig, 1786 bogholder sammesteds, 1791 kommitteret i Økonomi- og Kommercekollegiet og var fra 1816 til 1826 deputeret i Danske Kancelli for brandforsikringssagernes vedkommende. Han blev justitsråd og til slut konferensråd.
Han var gift med Anna Cathrine Dytskov (født ca. 1761, død 1835).